# بيتكو فاسيليف
بيتكو فاسيليف هو لاعب كرة قدم بلغاري في مركز الهجوم، ولد في 16 يناير 1990 في بلوفديف في بلغاريا. لعب مع نادي بوتيف بلوفديف.